# Bundesstraße 245
Pour les articles homonymes, voir Route 245.
La Bundesstraße 245 est une Bundesstraße du Land de Saxe-Anhalt.

## Histoire
La division allemande, la Reichsstrasse 245 allait de Halberstadt à Helmstedt. Cependant la route traverse la frontière interallemande à trois reprises sur une très courte distance. La Fernstraße 245, route de la RDA, va de Barneberg à Haldensleben. Les deux courtes sections ouest-allemandes de l'arrondissement de Helmstedt forment la Bundesstraße 245. Depuis la réunification allemande en 1990, le tronçon allant de Barneberg à Helmstedt s'appelle Bundesstraße 245a.

## Source
- (de) Cet article est partiellement ou en totalité issu de l’article de Wikipédia en allemand intitulé « Bundesstraße 245 » (voir la liste des auteurs).

1. ↑  (de) « Die Bundes- und Reichsstraßen in Deutschland - Nr. 166 bis 327 » [archive du 18 février 2009], sur home.arcor.de (consulté le 16 juillet 2025)